# Megadictyon
Megadictyon haikouensis
Genre
Espèce
Megadictyon est un genre de lobopodiens du Cambrien possédant des similitudes avec Jianshanopodia et Siberion. Son nom est parfois mal orthographié en Magadictyon.
Ce genre n'est représenté que par une seule espèce, Megadictyon haikouensis.

## Présentation
Megadictyon est un grand lobopodien au corps pouvant atteindre 20 centimètres de long sans les appendices. Sa tête possède une paire de robustes appendices frontaux, associés à des rangées d'épines et de griffes terminales. Sous la tête se trouve une pièce buccale de type radiodonte (en) formée par plusieurs couches de plaques et de structures ressemblant à des dents. Son tronc est large et annelé, avec une paire de membres lobopodes bien développés sur chaque segment du corps. Seules 8 paires de segments/membres sont dénombrables dans les matériaux fossiles incomplets, qui n'ont pas de région postérieure, de sorte qu'il pourrait en avoir eu plus (peut-être jusqu'à 11 à 13). Il possède aussi des paires de glandes digestives similaires à celles des arthropodes basaux,.